# Визица
Визица (болг. Визица) — село в Бургасской области Болгарии. Входит в состав общины Малко-Тырново. Находится примерно в 16 км к северо-востоку от центра города Малко-Тырново и примерно в 44 км к югу от центра города Бургас. По данным переписи населения 2011 года, в селе проживало 66 человек.

## Население
| Год     | 1934 | 1946 | 1956 | 1965 | 1975 | 1985 | 1992 | 2001 | 2011 |
| ------- | ---- | ---- | ---- | ---- | ---- | ---- | ---- | ---- | ---- |
| Жителей | 465  | 570  | 702  | 438  | 237  | 139  | 122  | 64   | 66   |

| Национальность | Человек | Процент |
| -------------- | ------- | ------- |
| болгары        | 8       | 17,39 % |
| цыгане         | 36      | 78,26 % |
| Всего ответов  | 46      |         |

|  |